# Håkan Lindberg
För andra betydelser, se Håkan Lindberg (olika betydelser).
Håkan Lindberg, född 18 december 1938, död 2010, var en svensk rallyförare.
Håkan Lindberg tävlade med bland annat Mini Cooper, Opel och Saab innan han blev fabriksförare för Fiat i början av 1970-talet. Hans mest framgångsrika säsong var 1972 då han vann Akropolisrallyt och Österrikiska alprallyt.